# Bon Secours (bier)
Bon Secours is een Belgisch bier. Het wordt gebrouwen door Brasserie Caulier, gevestigd te Péruwelz (provincie Henegouwen).

## Geschiedenis
Charles Caulier, een mijnwerker, richtte in 1933 het Maison Caulier op. Het bedrijf hield zich toen alleen bezig met het verdelen van bier. In 1980 begon de derde generatie Cauliers met het brouwen en commercialiseren van een eigen bier van hoge gisting: La vieille Bon-Secours. In 1994 installeerde Brasserie Caulier een eigen brouwinstallatie te Péruwelz en op 4 mei 1995 was het eerste plaatselijk gebrouwen bier klaar. Sindsdien werden er heel wat bieren gebrouwen. Intussen worden deze niet alleen in België verkocht, maar eveneens in Nederland, Frankrijk, Spanje, Italië, Groot-Brittannië, Zwitserland, Luxemburg, Rusland, Noord- en Zuid-Amerika. De naam Bon Secours is de naam van de deelgemeente Bon-Secours waarin de brouwerij gevestigd is.

## De bieren
Brasserie Caulier brengt verschillende bieren op de markt onder de naam Bon Secours. De gewone flesjes van 33 cl zijn beugelflessen.
- Bon Secours Blonde is een blond bier van 8%. Het bevat onder meer kandijsuiker. Dit is het oudste bier uit het gamma.
- Bon Secours Ambrée is een amberkleurig bier van 8%.
- Bon Secours Brune is een donker bier van 8%. Dit bier won in 2006 de gouden medaille van de World Beer Cup als beste Belgian-Style Dark Strong Ale.[1]
- Bon Secours Myrtille is een rood bosbessenbier van 7%.
- Bon Secours Framboise is een rood frambozenbier van 7%.
- Bon Secours Noël is een blond kerstbier van 10%.